# Valle de Aosta
El Valle de Aosta (en italiano: Valle d'Aosta; en francés: Vallée d'Aosteⓘ; en francoprovenzal: Val d'Outa; en walser: Ougschtaland o Augschtalann) es una de las veinte regiones que conforman la República Italiana. Su capital y ciudad más poblada es Aosta. Está en Italia noroccidental, limitando al norte con Suiza, al este y sur con Piamonte, y al oeste con Francia. Con 128 210 hab. en 2013, 3263 km² y 39 hab/km², es la región menos poblada, menos extensa y menos densamente poblada del país. Es una de las cinco regiones con estatuto especial. Situada en los Alpes occidentales, a ambos lados de la cuenca del Dora Baltea, forma parte de la Eurorregión Alpes-Mediterráneo.

## Geografía física

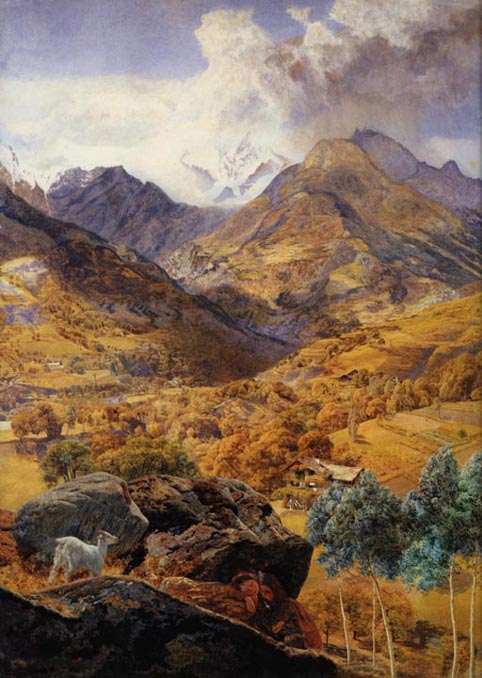
John Brett: The Val d'Aosta, 1858.

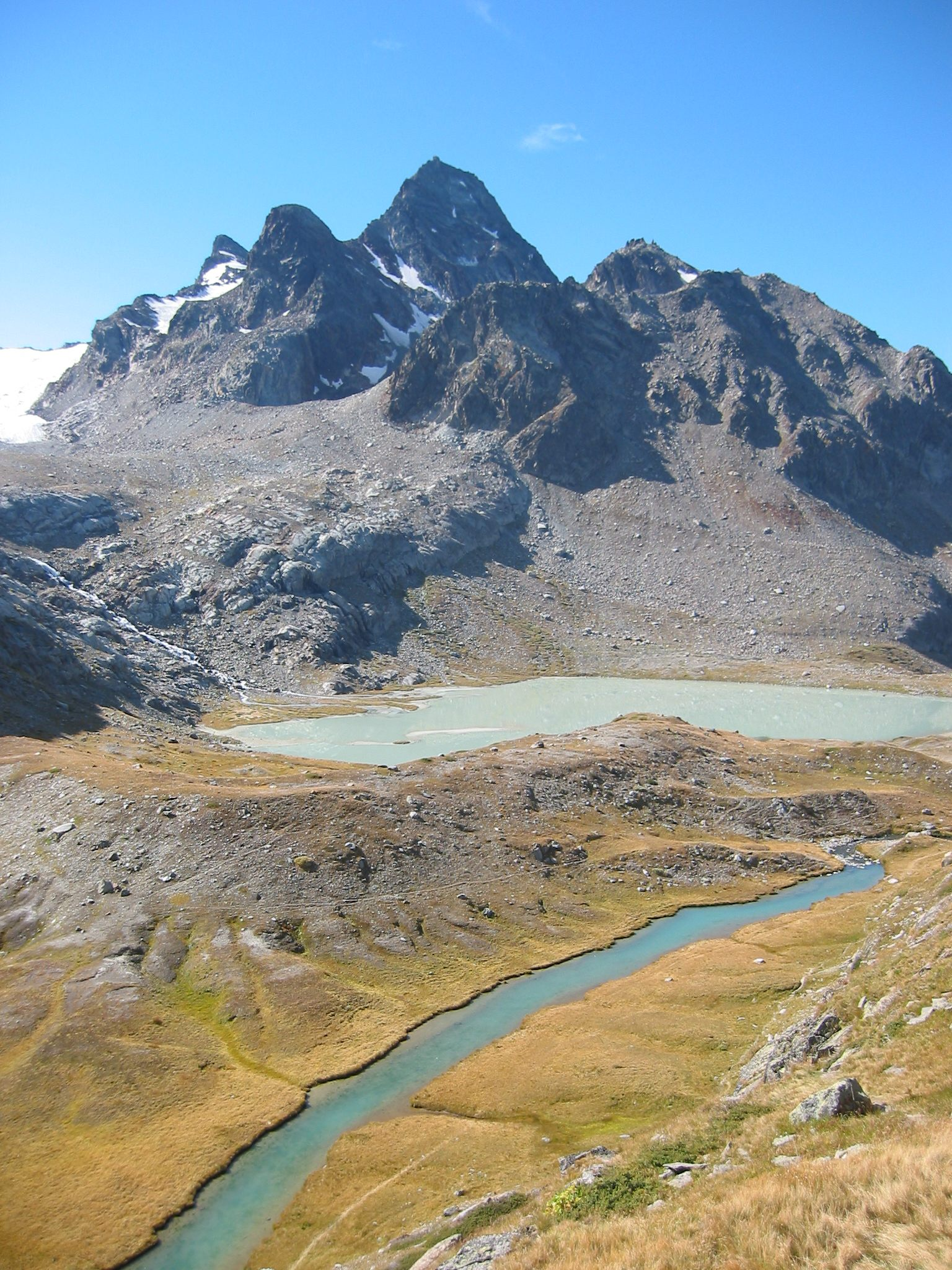
Una vista de La Thuile.

La región comprende 3264 km². Está constituida enteramente por el sector septentrional de los Alpes Saboyanos y por el occidental de los Alpes Peninos, con el conjunto de valles que rodean el amplio valle del Dora Baltea, espina dorsal de la región.
Aquí se encuentran las montañas más altas de Europa: el Gran Paraíso (4061 m), el Mont Blanc (4810 m), el Cervino (4478 m) y el Monte Rosa (4638 m), este último en común con el Piamonte. El valle también limita con los países vecinos: Francia y Suiza.
El espléndido escenario natural es típicamente alpino: campos cultivados en los valles, luego, a medida que se asciende comienzan los grandes pastos, las florestas, los glaciares, los lagos alpinos y las simas de roca.
El clima generalmente es poco lluvioso. Es severo, especialmente si se compara con otros lugares de los Alpes occidentales. Esto se debe probablemente a que las montañas bloquean los vientos suaves del océano Atlántico. Lugares de la misma altitud en Francia o en Suiza occidental no son tan fríos como el Valle de Aosta. Pueden diferenciarse varias zonas climáticas:
El valle del Dora Baltea, entre los 300 y los 1000 m s. n. m., con el clima más suave de toda la provincia, tiene un típico clima oceánico (Cfb). Los inviernos son suaves, incluso más que los del valle del Po, pero normalmente húmedos y neblinosos. La nieve es frecuente solo durante los meses de enero y febrero, pero la estación neblinosa, que comienza a finales de octubre, dura hasta el mes de mayo. La temperatura media para enero está entre -1 °C y 3 °C. Los veranos son suaves, normalmente lluviosos. Las temperaturas medias en julio están entre 17 °C y 20 °C. Las principales ciudades en la zona son Aosta, Saint-Vincent, Châtillon y Sarre. Debido a la posición occidental dentro del Arco Alpino, el clima clasificado como Cfb puede extenderse hasta lugares relativamente altos, especialmente cerca de la frontera con Francia, que recibe el suave viento oceánico, de manera que es posible encontrar lugares a 1500, o incluso 1900 m s. n. m. con el mismo clima Cfb, pero las temperaturas son inferiores, alrededor de -2 °C en invierno y 15 °C en verano, y niebla durante todo el año.
Los valles alrededor de 1300 m s. n. m., que, dependiendo de la geomorfología, desarrollan un clima continental húmedo (Dfb), aunque con temperaturas invernales suaves para esta clase de clima, parecidas a las temperaturas de los fiordos noruegos, como en Trondheim. Las temperaturas invernales se encuentran de media alrededor de -3 °C o -4 °C, y los veranos entre 13 °C y 15 °C. La estación de nieve empieza en noviembre y dura hasta marzo. La niebla es común durante la mañana desde abril hasta octubre. Las principales comunidades en esta zona son Gressoney-Saint-Jean (medias de -4,8 °C en enero y 13,8 °C en julio), Brusson  y Gressoney-La-Trinité.
Las tierras de montaña alrededor de 2000 m s. n. m. tienen clima oceánico frío (Cfc). Esta zona tiene un clima parecido al de los fiordos del norte de Noruega. Incluso aunque se esté a gran altitud, el clima es suave. Esto se debe a la alta influencia del templado aire oceánico que puede soplar en estas regiones. La niebla es común todo el año, especialmente en abril y octubre, cuando en algunos años estas regiones pueden tener más de una semana con constantes nieblas y neblinas. Los inviernos son suaves. La temperatura media va desde los -3 °C en las regiones más secas hasta 2 °C cerca de los lagos. Durante el verano, las temperaturas medias son muy bajas, alrededor de 12 °C.
Los valles por encima de 1600 metros normalmente desarrollan un clima continental frío (Dfc). En este clima la estación de nieve es muy larga, tanto como 8 o 9 meses en los puntos más altos. Durante el verano, la neblina aparece casi todos los días. Estas zonas son las más húmedas de los Alpes occidentales. Las temperaturas son bajas, entre -7 °C y -3 °C en enero, y en julio entre 10 °C y 13 °C. En esta zona está la ciudad de Rhêmes-Notre-Dame, que puede ser la más fría de los Alpes occidentales y donde la temperatura media en invierno está alrededor de los -7 °C. Otras ciudades con este clima son Chamois, Breuil-Cervinia (a veces ET) y Bionaz (a veces suave), Gressoney-La-Trinité (suave).
Las zonas entre los 2000 y los 3500 metros normalmente tienen un clima de tundra (ET). Cada mes tiene una temperatura media por debajo de 10 °C. La temperatura media en invierno y en verano varía según la altitud. Este clima puede ser una especie de clima oceánico frío más severo, con una media en verano baja pero inviernos suaves, a veces por encima de -3 °C, especialmente cerca de los lagos, o un clima continental frío más severo, con una media en invierno muy baja. Por encima de 3000 metros es un clima típico de montaña. Las medias en Pian Rosà, a 3400 metros, son -11,6 °C en enero y 1,4 °C en julio. Es el lugar más frío de Italia donde el clima es verificable.
Por encima de los 3500 metros, todos los meses tienen una temperatura media por debajo de la congelación, y aquí se encuentra un clima de hielo perpetuo (EF).

## Historia

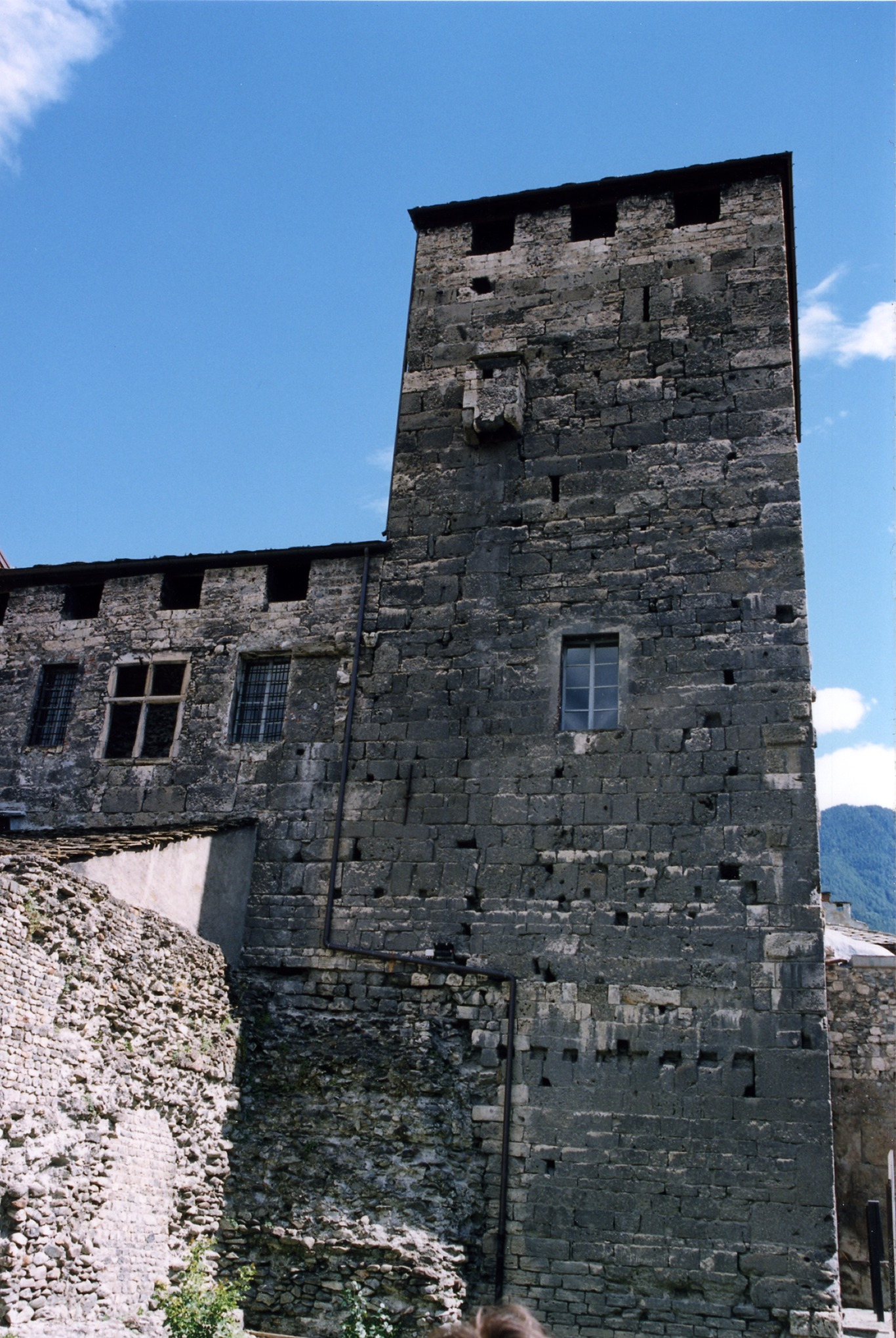
La torre de los señores de Quart, en Aosta.

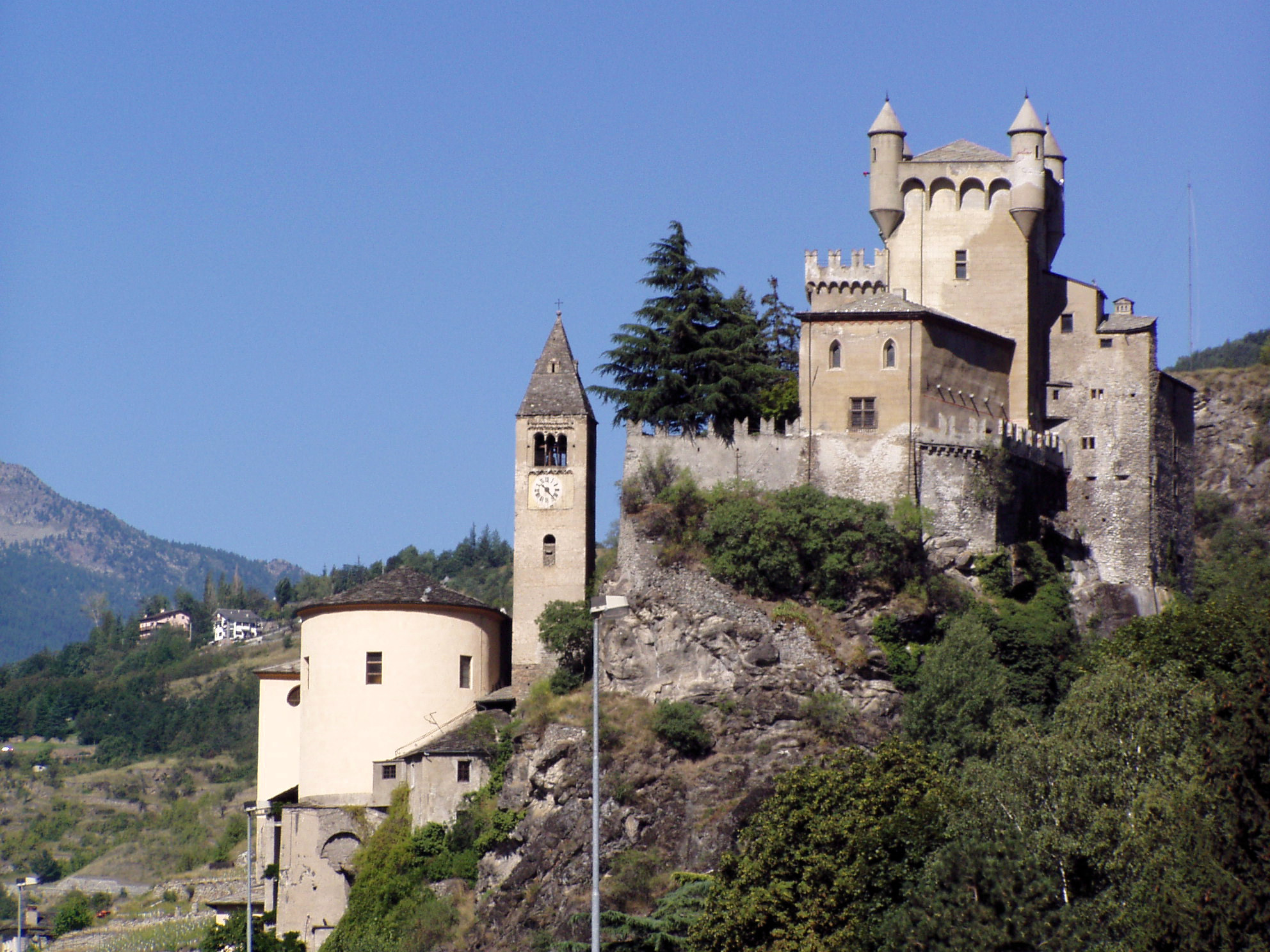
Castillo en Saint-Pierre.

Los primeros habitantes del valle de Aosta fueron el pueblo celta de los salasios y los ligures, cuyos idiomas quedan todavía en algunos topónimos locales. Los romanos conquistaron la región alrededor del año 25 a. C. y fundaron Augusta Prætoria Salassorum (lo que hoy es la actual Aosta) para asegurarse los estratégicos puertos de montaña alpinos, enriqueciéndolos con puentes y calzadas. Aosta es la ciudad del mundo en el que se han recuperado un mayor número de restos de la época romana después de Roma, Pompeya y Herculano, lo que le vale el título de "Roma de los Alpes". 
Situada en la intersección de los mayores ejes militares y comerciales entre Francia, Suiza e Italia, el Valle de Aosta conserva restos de su pasado, como el área megalítica de Saint-Martin-de-Corléans, el arco de triunfo de Augusto, las puertas romanas, la muralla, las torres, el teatro romano (capaz de acoger 4000 espectadores) y el anfiteatro.
Después de Roma el alto valle conservó tradiciones de autonomía, reforzadas por su aislamiento estacional, aunque fue dominado de manera laxa por los godos y luego los lombardos, luego por los reyes burgundios en el siglo V. En la Edad Media, el Valle de Aosta fue dominado por los francos, quienes conquistaron el reino burgundio en el año 534. Con la división entre los herederos de Carlomagno en 870, el Valle de Aosta formó parte del reino de Italia lotaringio, en una segunda partición una década después, formó parte del reino de la Burgundia superior, que fue unido al reino de Arlés - todo con pocos cambios en la población de los virtualmente independientes feudos del Valle de Aosta. Luego se fraccionó en feudos. Saint-Rhémy-en-Bosses, Aosta y Pont-Saint-Martin son tres de las etapas mencionadas por Sigerico de los Visigodos en el año 990.
El área estuvo bajo control de diversos gobernantes hasta que pasó a la casa de los Saboya en el siglo XI. En 1031-1032 Humberto I de Saboya (fr., Humbert-aux-blanches-mains; it., Umberto Biancamano; "el de las blancas manos"), el fundador de la casa de Saboya, recibió el título de Conde de Aosta del emperador Conrado II de la línea de Franconia y se hizo construir una prominente fortificación en Bard. San Anselmo de Canterbury nació en Aosta en 1033 o 1034. La región fue dividida entre varios castillos fuertemente fortificados.
En el año 1191 la región obtuvo del conde Tomás I de Saboya una constitución, que les concedía una cierta autonomía. Otorgó a las comunas una Charte des Franchises ("Carta de franquicias") que preservaba su autonomía — derechos que fueron defendidos duramente hasta el año 1770, cuando fueron revocados para unir a Aosta más estrechamente al Piamonte, pero que fueron nuevamente exigidos después de las guerras napoleónicas. A mediados del siglo XIII, el emperador Federico II Hohenstaufen convirtió el condado en ducado (véase duque de Aosta), y sus armas cargadas con un león rampante fueron llevadas en el blasón saboyano hasta la reunificación de Italia en el año 1870.
Durante la Edad Media, la región permaneció fuertemente feudalizada y los castillos, como los de la familia de Challant, por ejemplo el castillo de Fénis, construido en 1340 por Aymon de Challant, aún salpican el paisaje.
En los siglos XII y XIII, las comunidades walser de habla alemana se establecieron en Gressoney, y algunas comunidades conservan su identidad walser separada hoy en día. El Valle de Aosta se encuentra también sobre la vía Francígena, ruta de peregrinación, a través del puerto del Gran San Bernardo.
La región siguió siendo parte de las tierras saboyanas, con la excepción de un período de ocupación francesa desde el año 1539 hasta 1563. Formó parte del primer Imperio Francés, desde el año 1800 al 1814, constituyendo el Arrondissement d'Aoste. Como parte del reino de Cerdeña se unió al nuevo Reino de Italia en el año 1861. Bajo Mussolini, un programa forzoso de italianización, incluyendo la transferencias de población de valdostanos a Francia y Suiza (donde aún hoy están presentes comunidades valdostanas) y trabajadores de habla italiana a Aosta, abrigaron movimientos separatistas. 
Al término de la Segunda Guerra Mundial, Francia pretendió incorporar el Valle de Aosta a su territorio como compensación y en salvaguarda de las políticas italianizantes aplicadas en perjuicio de la población (antes mayoritariamente de lengua francesa y francoprovenzal). Sin embargo, este propósito no prosperó por oposición de las demás potencias aliadas. Sí que dejó de existir como provincia en el año 1945 y se le dotó de mayor autonomía en 1948. Goza de un estatus especial con una extraordinaria autonomía (mayor que las que gozan las demás regiones italianas) dentro de la República italiana.

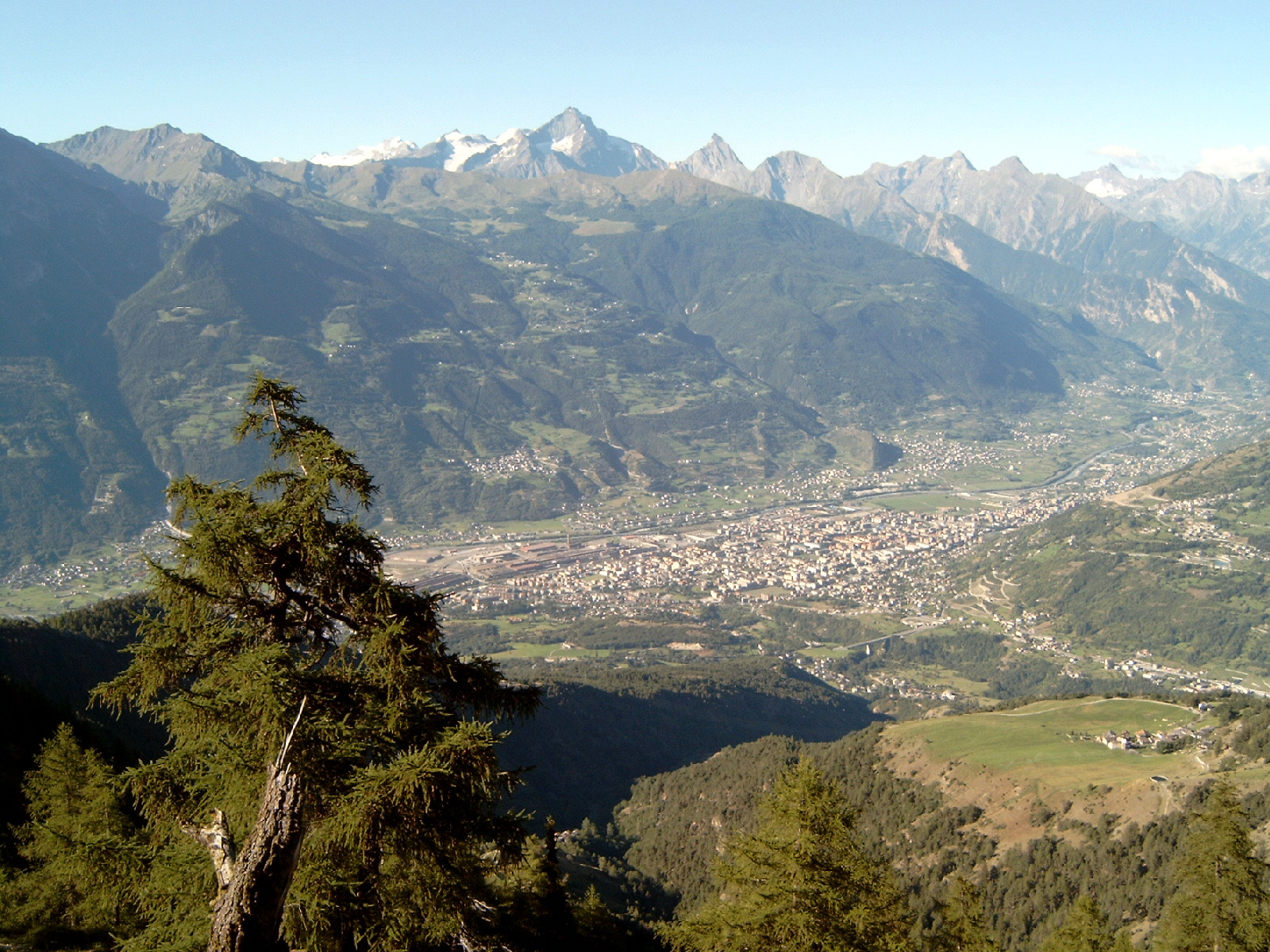
Vista de Aosta.

## Geografía humana

### Demografía
El Valle de Aosta tiene una población de 128 466 personas en el año 2014, la región menos poblada de Italia. Su densidad de población que es, de lejos, la más baja entre las regiones italianas, en 2008 se registraron 38,9 habitantes por km² en la región, mientras que la media nacional fue de 198,8. Para el año 2010 la densidad era de 39,18 hab/km². Estas cifras se deben a la naturaleza montañosa del territorio, pues la región tiene amplias zonas deshabitadas de montaña y glaciares.
La distribución de los habitantes es muy irregular: más de un tercio se concentran en la llanura de Aosta, la capital, (Plaine aostoise) y en los municipios vecinos. Aosta tiene 35 010 habitantes. Buena parte de la población habita en los mayores centros de la parte media y baja del valle, mientras que los valles menores están notablemente despoblados, excepto los centros turísticos principales.

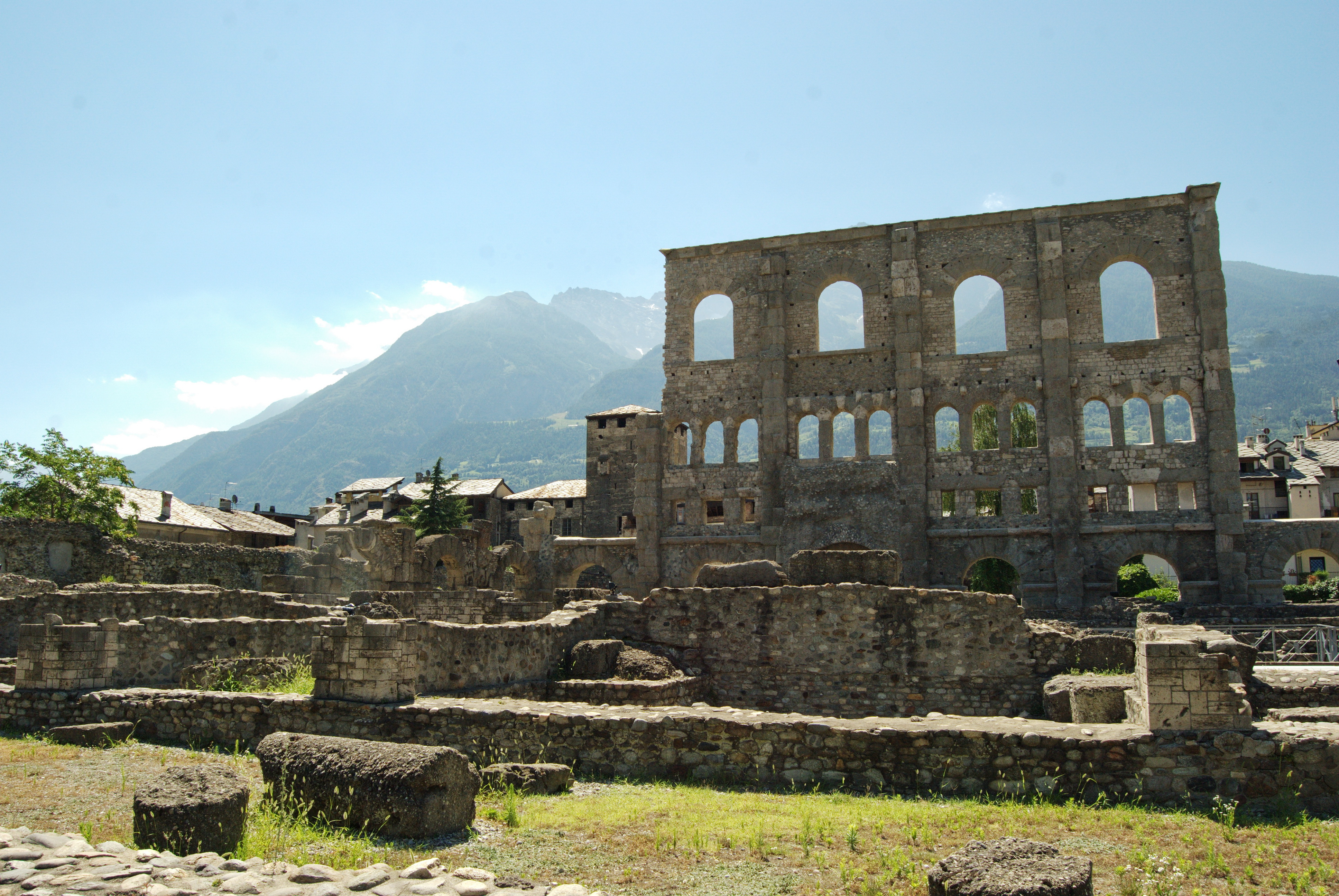
Ruinas del teatro romano de Aosta.

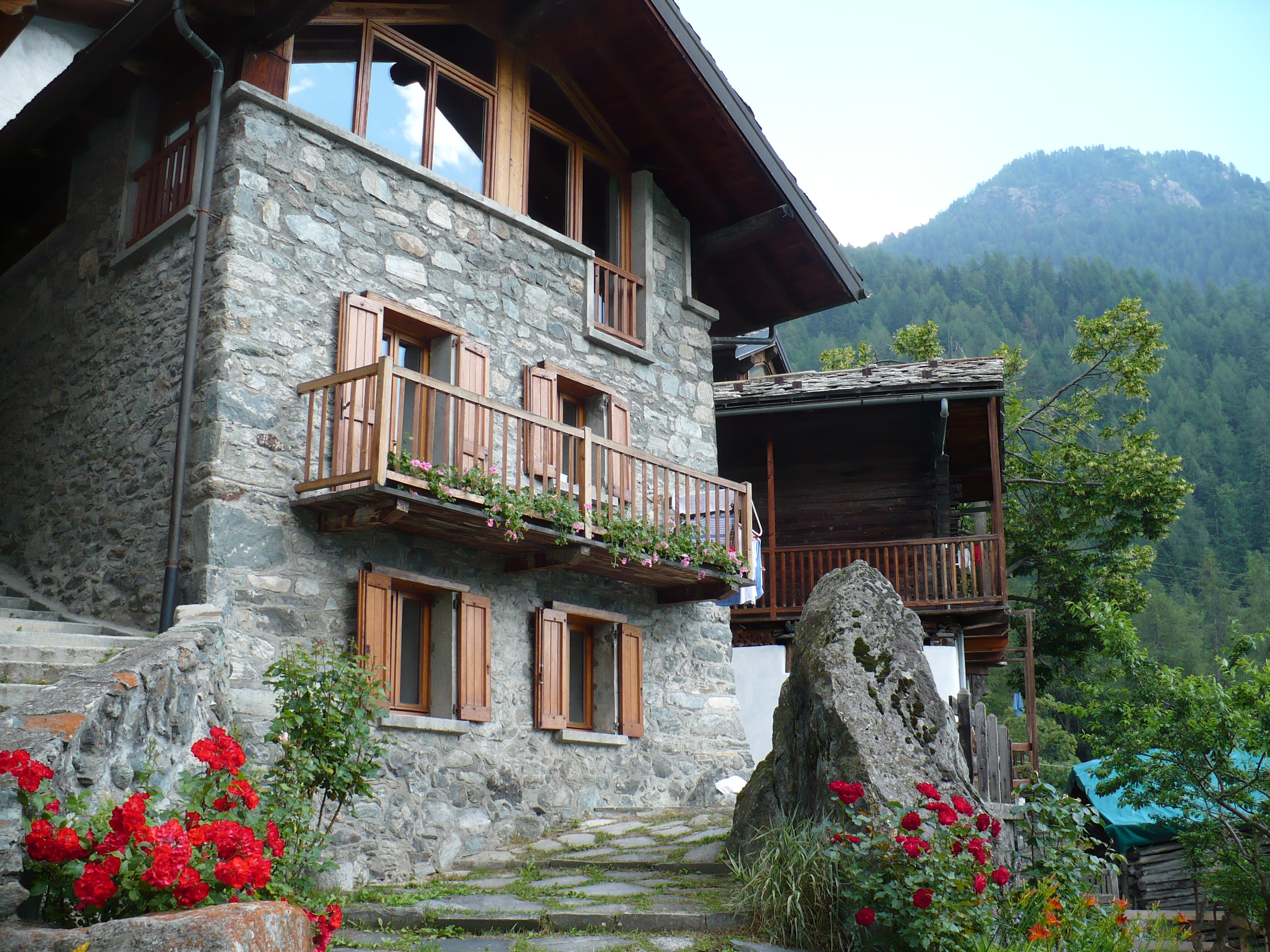
Casa típica valdostana en Crétaz (pron. Créta), fracción de Valtournenche.

Dada la comunidad lingüística, el Valle de Aosta ha sido históricamente tierra de emigración hacia Francia, especialmente a París (la comunidad parisina de Levallois-Perret cuenta aún hoy con una nutrida comunidad de emigrantes valdostanos) y la Suiza francófona (sobre todo en Ginebra). Este flujo, al principio estacional, se convirtió en estable a partir de los años veinte, cuando a este fenómeno se añadió la inmigración del resto de Italia, ligado a la instalación de la industria siderúrgica Cogne en Aosta, y al aumento del aprovechamiento de la minería de hierro en Cogne y de carbón en La Thuile. La política de italianización impulsada por el gobierno fascista impulsó en particular a numerosos piamonteses, vénetos y calabreses, desde la segunda posguerra hasta los años setenta. Los valdostanos emigraron en masa hacia los destinos anteriormente citados, y este doble flujo interconectado ha dejado restos que aún se notan: por ejemplo, que el 4% de la población actual es originaria del municipio de San Giorgio Morgeto, y que la población autóctona (de origen valdostano) en la región se calcula en torno al 50%, ascendiendo a porcentajes más bajos en Aosta y en los mayores centros habitados.
Actualmente, el flujo de salida se ha frenado, con la comunidad de los emigrantes de Levallois-Perret en continuo contacto con la región de origen, la creación de un ente regional de representación en París (la Maison du Val d'Aoste, que recientemente ha constituido l'"Espace Vallée d'Aoste"), la Rencontre des émigrés (= Encuentro de los emigrados) organizado todos los años por un municipio valdostano distinto. El Valle de Aosta atrae hoy un constante flujo de extracomunitarios, especialmente del Magreb, favorecidos por el conocimiento del francés, empleados sobre todo en el pastoreo.
La población está creciendo de manera lenta pero constante. El incremento natural negativo desde el año 1976 se ha debido más bien por el regular incremento de la migración. La región ha sido una de las que tiene tasas de nacimiento más bajas de Italia, lo que significa que la edad media de la población está creciendo. Esto, también, se compensa en parte por la inmigración, puesto que la mayor parte de los inmigrantes que llegan a la región son personas jóvenes que trabajan en la industria turística. En 2006 los nacidos vivos fueron 1250 (10,0‰), los muertos 1242 (10,0‰), con un incremento por lo tanto nulo (apenas 8 unidades). Las familias cuentan de media 2,2 componentes, mientras que la nupcialidad en el año 2005 era de 3,4 matrimonios cada mil habitantes, de los cuales el 61,8% se celebraban por rito religioso. Entre 1990 y 2001, la población del Valle de Aosta ha crecido un 5,4%, lo que es el crecimiento más alto entre las regiones italianas. Con un crecimiento de población natural negativa, esto se debe exclusivamente a la inmigración neta positiva.
A finales del año 2006 había 124 812 habitantes, de los que 5534 eran extranjeros (4,4%). A fecha 31 de diciembre de 2008 los ciudadanos extranjeros residentes en la región eran 7509. Los grupos más numerosos son:
- Marruecos: 2065.
- Rumanía: 1586.
- Albania: 825.
- Túnez: 522.
- Francia: 262.

### Municipios principales
Los municipios valdostanos más poblados son:
| Posición | Ciudad            | Población (hab.) | Altitud (m s. n. m.) | Superficie (km²) |
| -------- | ----------------- | ---------------- | -------------------- | ---------------- |
| 1.º      | Aosta             | 35 010           | 583                  | 21,37            |
| 2.º      | Saint-Vincent     | 4846             | 575                  | 20,81            |
| 3.º      | Châtillon         | 4831             | 549                  | 39,77            |
| 4.º      | Sarre (Italia)    | 4622             | 631                  | 28               |
| 5.º      | Pont-Saint-Martin | 3945             | 345                  | 6,88             |
| 6.º      | Quart             | 3456             | 535                  | 62               |

## Economía

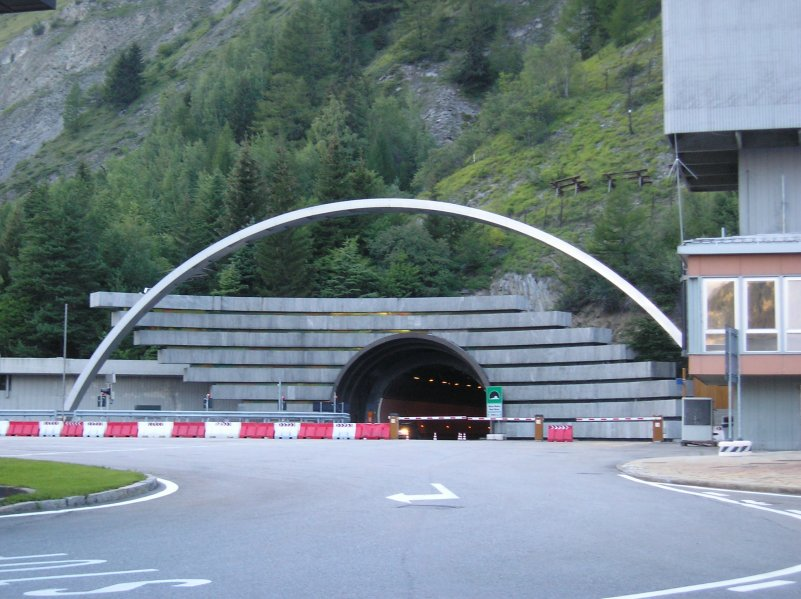
Entrada al túnel del Mont Blanc.

El Valle de Aosta permaneció agrícola y pastoril hasta la construcción de las presas que aprovechaban el potencial de energía hidroeléctrica y atrajeron a la industria siderúrgica a la región. La agricultura se ha especializado progresivamente, conservando solo un interés marginal en los cereales, las patatas y la fruta.
Vinos de calidad alta, y subiendo, se producen en pequeñas cantidades. Todos tienen la denominación de origen controlada (DOC). Entre los recursos principales de la región están el ganado vacuno cuya leche se usa para fabricar queso. Las cosechas de pasto alimentan los rebaños de las industrias lácteas de la región, alrededor de 40 000 cabezas de ganado en 2000, que pastan en los altos Alpes en el verano. Los quesos de la región son famosos por toda Italia. Virtualmente no hay otra forma de ganado en la región.
También se explota la riqueza forestal, así como las minas (hierro, carbón, cobre, amianto) y las industrias siderúrgicas, hidroeléctricas y textiles. 
La artesanía también es importante (muebles y bordados) pero el recurso principal es el turismo, tanto veraniego como invernal, con sus famosas y bien equipadas estaciones de esquí. Es uno de los puntos fuertes de la economía de la región. La belleza natural del valle, su tranquilo ambiente en verano y la nieve en invierno han permitido el desarrollo de una floreciente industria turística y especialmente la relacionada con los deportes de invierno, principalmente en Courmayeur y Cervinia.
La parte superior del Valle de Aosta es el punto de partida meridional tradicional para los senderos, luego carreteras, que partían de aquí para pasar los Alpes. La carretera a través del paso del Gran San Bernardo (o actualmente el túnel del Gran San Bernardo) lleva a Martigny, Valais, y la que pasa por el Puerto del Pequeño San Bernardo a Bourg-Saint-Maurice, Saboya. Hoy Aosta se comunica con Chamonix en Francia a través del Túnel de Mont Blanc, un túnel de carretera en la Ruta europea E25 que pasa por debajo de los Alpes.

## Cultura

### Gastronomía
Los productos valdostanos más conocidos son: 
- Los quesos: la fontina, el fromadzo, la Tomme de Gressoney, el Salignon, el Réblèque (o Réblec), la Brossa y el Séras ;
- Los embutidos: el Lard d'Arnad, el jamón de Bosses, los Boudins (tradicionalmente hechos con la betterave rouge[13]), las Saouceusses, la Motsetta, el jamón de Bosses y el jamón a la brasa de Saint-Oyen ;
- Las frutas: las castañas, las nueces, las manzanas reinetas (Reinettes) y las peras Martin sec;
- Entre otros productos típicos, pueden mencionarse la miel, el aguardiente y el Génépy

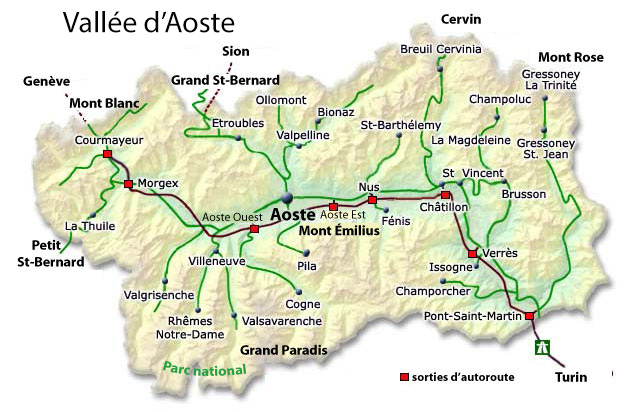
El valle de Aosta.

En el Valle de Aosta se produce una denominación de origen, Valle d'Aosta DOC (o Vallée d'Aoste) desde el 30 de julio de 1985. Como los Alpes rodean el valle, se encuentran aquí los viñedos más altos de Europa. La principal región vitivinícola se encuentra en la ribera oriental del río Dora Baltea con la ciudad de Aosta como centro de producción de vino. La región se divide en tres grandes viñedos: el valle superior Valdigne, el valle central Valle Centrale y el valle inferior Valle Bassa. Al sur está la región vitivinícola de Piamonte. El Valle de Aosta es la región productora de vino más pequeña de Italia en términos de tamaño y producción con solo alrededor de 330 000 cajas producidas anualmente en la región y solo 36 000 cajas producidas bajo la etiqueta DOC. El 70% de las zonas de producción se dedican al vino tinto se hacen a partir de Pinot noir, Gamay y Petit Rouge. La mayoría del vino blanco se hace a partir de la varietal indígena Blanc de Morgex.
Los viñedos autorizados se sitúan en las comunas de Aosta, Arnad, Arvier, Avise, Aymavilles, Bard, Brissogne, Challand-Saint-Victor, Chambave, Champdepraz, Charvensod, Châtillon, Donnas, Fénis, Gressan, Hône, Introd, Issogne, Jovençan, La Salle, Montjovet, Morgex, Nus, Perloz, Pollein, Pontey, Pont-Saint-Martin, Quart, Saint-Christophe, Saint-Denis, Saint-Nicolas, Saint-Vincent, Sarre, Verrayes, Verrès y Villeneuve.

### Idiomas
El francés y el italiano son los idiomas oficiales de la región y se usan para los actos y las leyes del gobierno regional, aunque el italiano se habla mucho más ampliamente en la vida cotidiana y el francés es la primera lengua de cultura. La prestigiosa Fondation Émile Chanoux de Aosta, en una de sus publicaciones (patrocinada por la Région con el apoyo de la Comunidad Europea), calcula que más del 90% de la comunicación se efectúa en italiano, que en la enseñanza el italiano, después de la escuela primaria, es preponderante (aunque el francés sea enseñado en una cantidad de horas igual a la del italiano). Según el estatuto regional, la administración de la justicia representa el único sector en el cual el francés no es obligatorio. El idioma regional es un dialecto del franco-provenzal llamado Valdôtain (localmente, patois). Lo hablan, como lengua materna o como segunda lengua 68 000 residentes, alrededor del 58% de la población, según una encuesta llevada a cabo por la Fondation Émile Chanoux en el año 2002. Los residentes de los pueblos de Gressoney-Saint-Jean, Gressoney-La-Trinité e Issime, en el valle del Lys, hablan el dialecto valesano alemán.
Durante el siglo XX, debido a la escolarización italianizante y a la inmigración proveniente en su mayoría del resto de Italia y, últimamente, también del extranjero (principalmente a la ciudad de Aosta y a la parte más oriental del valle), el italiano se ha ido convirtiendo en la lengua más hablada del Valle de Aosta. En el año 2006 lo conocía el 96,01% de la población, frente al 75,41% del francés y al 55,77% del franco-provenzal. El gobierno autónomo del Valle de Aosta se ha visto obligado a adoptar políticas especialmente orientadas a la defensa del francés y del franco-provenzal como símbolos de identidad cultural.
| Lengua materna   | 2008   |
| ---------------- | ------ |
| Italiano         | 71,50% |
| Franco-provenzal | 16,20% |
| Francés          | 0,99%  |

Los datos sobre el conocimiento de estos tres idiomas enseñan una realidad más heterogénea:
| \| Lenguas conocidas[18] \| Lenguas conocidas[18] \| Lenguas conocidas[18] \| Lenguas conocidas[18] \| Lenguas conocidas[18] \| \| --------------------- \| --------------------- \| --------------------- \| --------------------- \| --------------------- \| \| Lengua \| \| \| \| \| \| italiano \| italiano \| \| 96.01 % \| 96.01 % \| \| francés \| francés \| \| 75.41 % \| 75.41 % \| \| franco-provenzal \| franco-provenzal \| \| 55.77 % \| 55.77 % \| \| Los tres idiomas \| Los tres idiomas \| \| 50.53 % \| 50.53 % \| |                  |  |         |         |
| Lenguas conocidas |                  |  |         |         |
| Lengua |                  |  |         |         |
| italiano | italiano         |  | 96.01 % | 96.01 % |
| francés | francés          |  | 75.41 % | 75.41 % |
| franco-provenzal | franco-provenzal |  | 55.77 % | 55.77 % |
| Los tres idiomas | Los tres idiomas |  | 50.53 % | 50.53 % |

### Religión
La mayoría de la población, hable italiano o francés, tiene religión católica. La misa se celebra en italiano y en francés (la liturgia en dialecto valdostano no es destacada), como efecto del separatismo lingüístico. La comunidad judía más importante es la de Aosta, disminuida en los últimos años de la Segunda Guerra Mundial por los nazis, donde está presente una sinagoga y en la cual dependen todas las familias judías de la región. En Aosta se encuentra el cementerio judío más grande de la región. 
Con la inmigración han llegado personas de fe oriental y cristiano ortodoxa. Una comunidad ruso ortodoxa histórica está presente en Aosta. Pero la parte más relevante está constituida por los musulmanes magrebíes que probablemente superan las 500 personas siendo la comunidad islámica más numerosa entre las fes minoritarias. No hay lugares de culto establecidos para los musulmanes.

### Deporte

#### Fútbol
El Valle de Aosta tiene a 15 clubes participando en las categorías del Comité Regional de Piamonte.

#### Ciclismo
El Giro del Valle de Aosta es una carrera de ciclismo de ruta que forma parte del UCI Europe Tour desde 2005. En tanto, el Valle d'Aosta Open es un torneo de tenis del ATP Challenger Tour.

#### Tenis
En tanto, el Valle d'Aosta Open es un torneo de tenis del ATP Challenger Tour.

#### Otros deportes
El Tor des Geants, carrera de ultratrail, se lleva a cabo en septiembre, recorre todo el valle por las altas vías 1 y 2, sumando 330 km y 24 000 m de desnivel. Hockey sobre hielo.